# Estado comunista

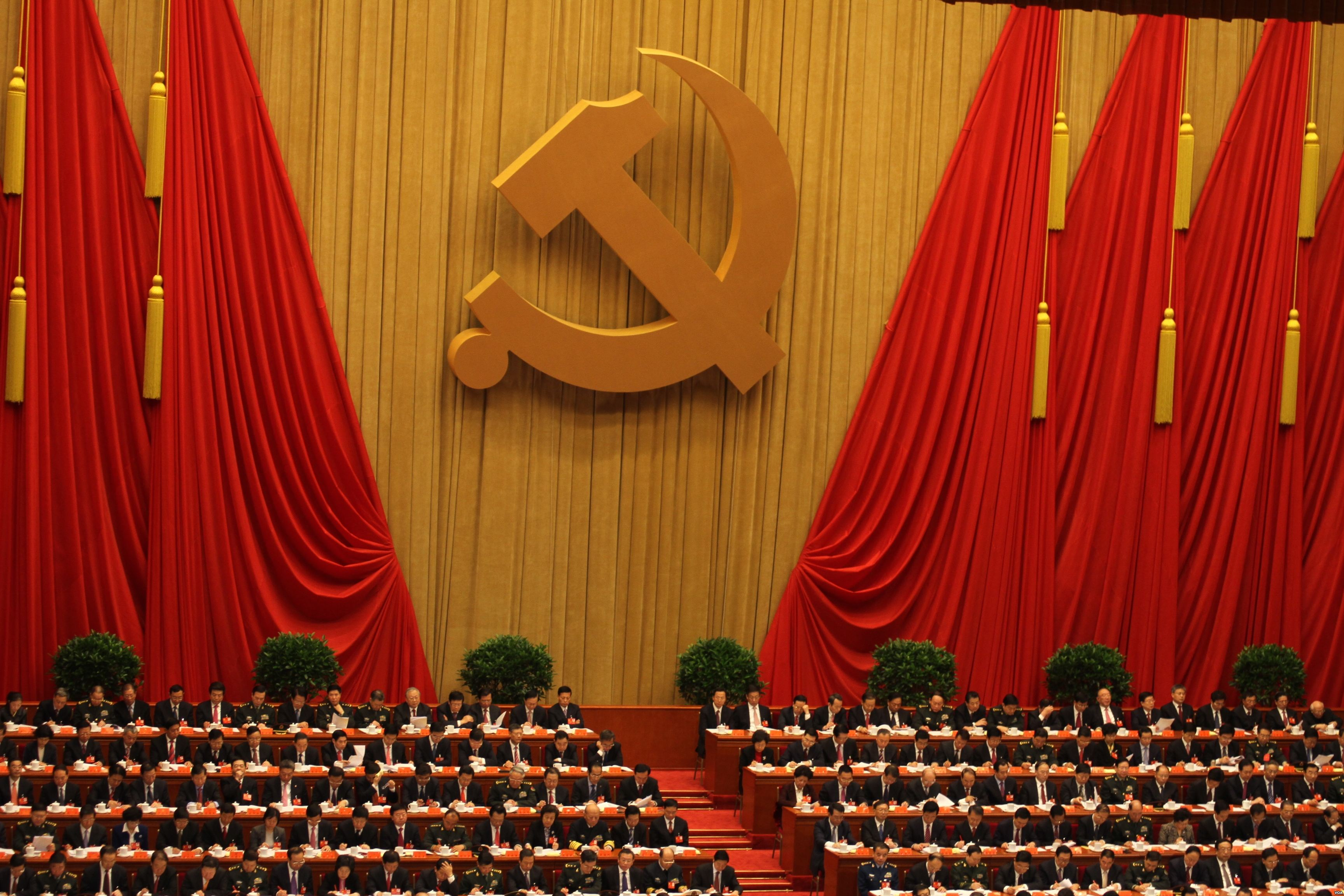
Local do 18º Congresso Nacional do Partido Comunista da China, em 11 de novembro de 2012. A República Popular da China é o maior Estado comunista na atualidade.

Um Estado comunista, também conhecido como Estado Marxista-Leninista, é um Estado unipartidário que é administrado e governado por um partido comunista guiado pelo Marxismo-Leninismo. O Marxismo-Leninismo foi a ideologia estatal da União Soviética, do Comintern após o Bolchevismo e dos Estados comunistas dentro do Comecon, do Bloco de Leste, do Pacto de Varsóvia e de vários Estados do Movimento Não Alinhado e do Terceiro Mundo durante a Guerra Fria. O Marxismo-Leninismo continua a ser a ideologia de vários Estados comunistas em todo o mundo e a ideologia oficial dos partidos governantes da Coreia do Norte, China, Cuba, Laos e Vietname.
Os Estados comunistas são tipicamente administrados através do centralismo democrático por um único aparelho partidário comunista centralizado. Estes partidos são geralmente marxistas-leninistas ou alguma variação nacional, como o maoísmo ou o titoísmo, com o objetivo oficial de alcançar o socialismo e progredir para uma sociedade comunista. Há vários casos de Estados comunistas com processos de participação política eficazes também envolvendo várias outras organizações não partidárias, tais como a participação democrática direta, comités de fábrica e sindicatos, com o partido comunista a permanecer o centro do poder.
Como termo, o Estado comunista é utilizado por historiadores ocidentais, cientistas políticos e meios de comunicação social para se referir a estes países e distingui-los de outros Estados socialistas. Contudo, estes Estados não se descrevem a si próprios como comunistas nem afirmam ter alcançado o comunismo - referem-se a si próprios como Estados socialistas que estão no processo de construção do socialismo. Os termos utilizados pelos Estados comunistas incluem Estados nacionais-democráticos, Estados democrático-populares, Estados socialistas e Estados de trabalhadores e camponeses.

## Visão geral

### Desenvolvimento
Durante o século XX, o primeiro Estado constitucionalmente comunista do mundo encontrava-se na Rússia no final de 1917. Em 1922, juntou-se a outros antigos territórios do império para se tornar a União Soviética. Após a Segunda Guerra Mundial, o exército soviético ocupou grande parte da Europa Oriental e ajudou a levar os partidos comunistas existentes ao poder nesses países. Originalmente, os Estados comunistas da Europa de Leste eram aliados da União Soviética. A Jugoslávia declarava-se não alinhada, e a Albânia seguiu mais tarde um caminho diferente. Após uma guerra contra a ocupação japonesa e uma guerra civil que resultou numa vitória comunista, a República Popular da China foi estabelecida em 1949. Foram também estabelecidos Estados comunistas em Cuba, Vietname, Camboja, e Laos. Um Estado comunista foi estabelecido na Coreia do Norte, embora mais tarde tenha adotado a sua própria ideologia chamada Juche. Foram também estabelecidos vários outros Estados comunistas dentro do Movimento Não Alinhado e o Terceiro Mundo. Em 1989, os Estados comunistas da Europa Oriental entraram em colapso após a quebra da Cortina de Ferro, em consequência do Piquenique Pan-Europeu, sob pressão pública durante uma onda de movimentos maioritariamente não violentos, como parte das Revoluções de 1989 que levaram à dissolução da União Soviética em 1991.
Atualmente, os Estados comunistas existentes no mundo encontram-se na China, Cuba, Laos e Vietname. Estes Estados comunistas muitas vezes não afirmam ter alcançado o socialismo ou o comunismo nos seus países, mas sim estar a construir e a trabalhar para o estabelecimento do socialismo nos seus países. O preâmbulo da Constituição da República Socialista do Vietname afirma que o Vietname só entrou numa fase de transição entre capitalismo e socialismo após o país ter sido reunificado sob o partido comunista em 1976 e a Constituição da República de Cuba de 1992 afirma que o papel do Partido Comunista é "orientar o esforço comum para os objetivos e a construção do socialismo".

### Instituições
Os Estados comunistas partilham instituições semelhantes, organizadas com base na premissa de que o partido comunista é a vanguarda do proletariado e representa os interesses a longo prazo do povo. A doutrina do centralismo democrático, desenvolvida por Vladimir Lenin como um conjunto de princípios a serem utilizados nos assuntos internos do partido comunista, é alargada à sociedade em geral. De acordo com o centralismo democrático, todos os líderes devem ser eleitos pelo povo e todas as propostas devem ser debatidas abertamente, mas uma vez alcançada uma decisão, todas as pessoas têm o dever de prestar contas dessa decisão. Quando utilizado dentro de um partido político, o centralismo democrático destina-se a evitar o facciosismo e as divisões. Quando aplicado a todo um Estado, o centralismo democrático cria um sistema unipartidário. As constituições da maioria dos Estados comunistas descrevem o seu sistema político como uma forma de democracia. Reconhecem a soberania do povo tal como encarnada numa série de instituições parlamentares representativas. Tais Estados não têm uma separação de poderes e, em vez disso, têm um órgão legislativo nacional (como o Soviete Supremo na União Soviética) que é considerado o órgão máximo do poder estatal e que é legalmente superior aos ramos executivo e judicial do governo.
Nos Estados comunistas, a política legislativa nacional tem frequentemente uma estrutura semelhante aos parlamentos que existem nas repúblicas liberais, com duas diferenças significativas. Primeiro, espera-se que os deputados eleitos para estes órgãos legislativos nacionais não representem os interesses de qualquer círculo eleitoral específico, mas sim os interesses a longo prazo do povo como um todo; e segundo, contrariamente à opinião de Karl Marx, os órgãos legislativos dos Estados comunistas não estão em sessão permanente. Pelo contrário, eles reúnem-se uma ou várias vezes por ano em sessões que normalmente duram apenas alguns dias. Quando o órgão legislativo nacional não está em sessão, os seus poderes são transferidos para um conselho mais pequeno (muitas vezes chamado de presidium) que combina poder legislativo e executivo e em alguns Estados comunistas (como a União Soviética antes de 1990) actua como um chefe de Estado colectivo. Em alguns sistemas, o presidium é composto por importantes membros do partido comunista que votam as resoluções do partido comunista para a lei.
Uma característica dos Estados comunistas é a existência de numerosas organizações sociais patrocinadas pelo Estado (associações de jornalistas, professores, escritores e outros profissionais, cooperativas de consumidores, clubes desportivos, sindicatos, organizações de jovens e organizações de mulheres) que estão integradas no sistema político. Nos Estados comunistas, espera-se que as organizações sociais promovam a unidade e coesão social, sirvam de elo de ligação entre o governo e a sociedade e constituam um fórum para o recrutamento de novos membros do partido comunista.
Historicamente, a organização política de muitos Estados socialistas tem sido dominada por um monopólio de partido único. Alguns governos comunistas como os da China, Checoslováquia ou Alemanha de Leste têm ou tiveram mais do que um partido político, mas todos os partidos menores são ou foram obrigados a seguir a liderança do partido comunista. Nos Estados comunistas, os governos podiam não tolerar críticas a políticas que já foram implementadas no passado ou que estão a ser implementadas no presente. No entanto, os partidos comunistas ganharam eleições e governaram no contexto de democracias multipartidárias sem procurar estabelecer um Estado unipartidário e, portanto, estas entidades não se enquadram na definição de Estado comunista. Na maior parte da Europa, os partidos comunistas foram muito populares e serviram em vários governos de coligação durante o século XX. Exemplos de decisões directas incluem São Marino (1945-1957), Nicarágua (1984-1990), Guiana (1992-2015), Moldávia (2001-2009), Chipre (2008-2013) e Nepal (1994-1998; 2008-2013; 2015-2017; 2018-presente) bem como vários Estados brasileiros, indianos e russos.

## Estado
Segundo o pensamento Marxista-Leninista, o Estado é uma instituição repressiva liderada por uma classe dominante.  Esta classe domina o Estado e expressa a sua vontade através dele.  Ao formular a lei, a classe dominante utiliza o Estado para oprimir outras classes e formar uma ditadura de classe. No entanto, o objetivo do Estado comunista é abolir esse Estado. A Constituição da Rússia Soviética de 1918 declarou: "O principal objetivo da Constituição da R.S.F.S.R., que está adaptada ao atual período de transição, consiste no estabelecimento de uma ditadura do proletariado urbano e rural e dos camponeses mais pobres, sob a forma de uma poderosa potência soviética de Toda a Rússia; cujo objetivo é assegurar a completa supressão da burguesia, a abolição da exploração do homem pelo homem, e o estabelecimento do socialismo, sob o qual não haverá divisão de classes nem autoridade estatal". O Estado comunista é a ditadura do proletariado, onde os elementos avançados do proletariado são a classe dominante. No pensamento Marxista-Leninista, o Estado socialista é o último Estado repressivo, uma vez que a próxima fase de desenvolvimento é a do comunismo puro, uma sociedade sem classes e sem Estado. Friedrich Engels comentou sobre o Estado, escrevendo: "A interferência do Estado nas relações sociais, torna-se, num domínio após outro, supérflua, e depois morre em si mesmo; o governo das pessoas é substituído pela administração das coisas, e pela condução dos processos de produção. O Estado não é 'abolido'. Morre".
Em "The Tax in Kind", Vladimir Lenin argumentou: "Ninguém, penso eu, ao estudar a questão do sistema económico da Rússia, negou o seu carácter transitório. Nem, penso eu, nenhum comunista negou que o termo República Socialista Soviética implica a determinação do poder soviético em conseguir a transição para o socialismo, e não que o sistema económico existente seja reconhecido como uma ordem socialista". A introdução do primeiro plano quinquenal na União Soviética fez com que muitos comunistas acreditassem que o desaparecimento do Estado estava iminente. Contudo, Joseph Stalin advertiu que o desaparecimento do Estado só ocorreria depois de o modo de produção socialista ter alcançado o domínio sobre o capitalismo. O jurista soviético Andrey Vyshinsky subscreveu esta premissa e disse que o Estado socialista era necessário "para defender, assegurar e desenvolver relações e arranjos vantajosos para os trabalhadores, e para aniquilar completamente o capitalismo e os seus resquícios".
A ideologia permeia estes Estados. Segundo o estudioso Peter Tang, "[o] teste supremo para saber se um Estado do Partido Comunista permanece revolucionariamente dedicado ou degenera num sistema revisionista, ou contrarrevolucionário reside na sua atitude para com a ideologia comunista". Portanto, o único propósito ideológico dos Estados comunistas é espalhar o socialismo e para atingir esse objetivo, estes Estados têm de ser guiados pelo Marxismo-Leninismo. Historicamente, os Estados comunistas optaram por duas formas de alcançar este objetivo, nomeadamente governar indiretamente pelo Marxismo-Leninismo através do partido (modelo soviético), ou vincular oficialmente o Estado através da constituição ao Marxismo-Lninismo (modelo maoísta China-Albânia)(modelo maoista China-Albânia). O modelo soviético é o mais comum e é atualmente utilizado na China.
O Marxismo-Leninismo foi mencionado na constituição soviética. O artigo 6.º da constituição soviética de 1977 afirmava: "O Partido Comunista, armado com o Marxismo-Leninismo, determina a perspetiva geral do desenvolvimento da sociedade e o curso da política interna e externa da URSS". Isto contrasta com a constituição albanesa de 1976 que afirmava no Artigo 3: "Na República Popular Socialista da Albânia a ideologia dominante é o Marxismo-Leninismo. Toda a ordem social desenvolve-se com base nos seus princípios". A Constituição chinesa de 1975 tinha um tom semelhante, afirmando no Artigo 2 que "o Marxismo-Leninismo-Pensamento Mao Zedong é a base teórica que orienta o pensamento da nossa nação". A constituição soviética de 1977 também utilizou frases como "construir o socialismo e o comunismo", "no caminho do comunismo", "para construir a base material e técnica do comunismo" e "para aperfeiçoar as relações sociais socialistas e transformá-las em relações comunistas" no preâmbulo.

### Estado democrático popular
O Estado democrático popular foi implementado na Europa de Leste após a Segunda Guerra Mundial.  Pode ser definido como um Estado e uma sociedade em que os vestígios feudais foram liquidados e onde o sistema de propriedade privada existe, mas é eclipsado pelas empresas estatais no domínio da indústria, dos transportes e do crédito. 
Nas palavras de Evgueni Varga, "o próprio Estado e o seu aparelho de violência servem os interesses, não da burguesia monopolista, mas dos trabalhadores da cidade e do campo".  O filósofo soviético N. P. Farberov afirmou: "A democracia popular nas repúblicas populares é uma democracia das classes trabalhadoras, dirigida pela classe trabalhadora, uma democracia ampla e plena para a esmagadora maioria do povo, ou seja, uma democracia socialista no seu carácter e na sua tendência. Neste sentido, chamamos-lhe popular".

### Estado republicano popular
O Estado republicano popular é um tipo de Estado socialista com uma constituição republicana. Embora o termo se tenha inicialmente associado a movimentos populistas no século XIX, como o movimento Völkisch alemão e os Narodniks na Rússia, está agora associado a Estados comunistas. Alguns dos Estados comunistas de curta duração que se formaram durante a Primeira Guerra Mundial e o seu rescaldo chamaram-se a si próprios repúblicas populares. Muitos destes surgiram no território do antigo Império Russo, após a Revolução de Outubro.
Outras repúblicas populares emergiram após a vitória dos Aliados na Segunda Guerra Mundial, principalmente no seio do Bloco de Leste da União Soviética. Na Ásia, a China tornou-se uma república popular após a Revolução comunista chinesa e a Coreia do Norte também se tornou uma república popular.
Durante a década de 1960, a Roménia e a Jugoslávia deixaram de utilizar o termo república popular no seu nome oficial, substituindo-o pelo termo república socialista como uma marca do seu desenvolvimento político contínuo. A Checoslováquia também acrescentou o termo república socialista ao seu nome durante este período. Tinha-se tornado uma república popular em 1948, mas o país não tinha utilizado esse termo no seu nome oficial. A Albânia utilizou ambos os termos no seu nome oficial de 1976 a 1991.

### Estado nacional democrático
O conceito de Estado nacional democrático tentou teorizar como um Estado poderia desenvolver o socialismo, contornando o modo de produção capitalista.  Enquanto a teoria do desenvolvimento não capitalista foi primeiramente articulada por Vladimir Lenin, a novidade deste conceito foi aplicá-la aos elementos progressistas dos movimentos de libertação nacional no Terceiro Mundo.  O termo Estado nacional democrático foi introduzido pouco depois da morte de Estaline, que acreditava que as colónias eram meros lacaios do imperialismo ocidental e que o movimento socialista tinha poucas perspetivas.
Os países em que os movimentos de libertação nacional tomaram o poder e que instituíram uma política externa anti-imperialista e procuraram construir uma forma de socialismo foram considerados pelos marxistas-leninistas como Estados nacional democratas.  Um exemplo de um Estado naciona democrata é o Egipto, sob Gamal Abdel Nasser, que estava empenhado na construção do socialismo árabe. Com exceção de Cuba, nenhum destes Estados conseguiu desenvolver o socialismo. Segundo a académica Sylvia Woodby Edington, isto poderia explicar porque é que o conceito de Estado nacional democrático "nunca recebeu uma elaboração teórica completa como um sistema político". Contudo, uma característica foi explicitamente definida, nomeadamente que estes Estados não precisavam de ser liderados por um partido Marxista-Leninista.

### Estado de orientação socialista
Um Estado de orientação socialista procura alcançar o socialismo através de um desenvolvimento não capitalista.  Como termo, é substancialmente diferente do conceito de Estado nacional democrático.  A diferença singular é que o Estado de orientação socialista foi dividido em duas fases, primeiro num Estado de orientação socialista nacional democrático e segundo num Estado de orientação socialista democrático popular. Os países pertencentes à categoria de Estado de orientação socialista nacional democrático foram também categorizados como Estados nacional democráticos. Exemplos de Estados de orientação socialista nacionais democráticos são a Argélia governada pela Frente de Libertação Nacional, o Iraque Baathista e a Birmânia Socialista. Em contraste, os Estado de orientação socialista democrático popular tinham de ser guiados pelo Marxismo-Leninismo e aceitar as verdades universais do Marxismo-Leninismo e rejeitar outras noções de socialismo, tais como o socialismo africano.
Os Estados de orientação socialista tinham sete características que os definiam, nomeadamente eram democracias revolucionárias, tinham um partido revolucionário-democrático, ditadura de classe, defesa dos Estados de orientação socialista, tinham órgãos de socialização, iniciaram a construção socialista e o tipo de Estados de orientação socialista (ou nacional democrático ou democrático popular).  O objetivo político da democracia revolucionária é criar as condições para o socialismo nos países onde as condições sociais, políticas e económicas para o socialismo não existem.  A segunda característica a satisfazer é o estabelecimento de um partido revolucionário-democrático que tem de se estabelecer como a força líder e orientar o Estado utilizando a ideologia Marxista-Leninista. Embora introduzido nestes estados, o centralismo democrático é raramente defendido.
Ao contrário do capitalismo que é governado pela classe burguesa e o socialismo onde os líderes eram o proletariado, o Estado de orientação socialista representa um grupo amplo e heterogéneo de classes que procuram consolidar a independência nacional. Como os camponeses eram geralmente a maior classe nos Estados de orientação socialista, o seu papel foi enfatizado - semelhante ao da classe trabalhadora noutros estados socialistas.  No entanto, os marxistas-leninistas admitiram que estes estados se encontravam frequentemente sob o controlo de certos cliques, tais como os militares na Etiópia. O estabelecimento de um sistema legal e de instituições coercivas é também notório para salvaguardar a natureza socialista do Estado.  A quinta característica é que os meios de comunicação e o sistema educativo têm de ser assumidos pelo Estados de orientação socialista, enquanto se estabelecem organizações de massas para mobilizar a população.  Ao contrário do modelo económico soviético, a economia dos Estados de orientação socialista são economias mistas que procuram atrair capital estrangeiro e que procuram manter e desenvolver o setor privado.  Nas palavras do líder soviético Leonid Brezhnev, estes Estados estavam em vias de assumir o comando da economia e de instituir uma economia planificada estatal. Segundo fontes soviéticas, apenas o Laos foi o único Estado de orientação socialista que conseguiu evoluir para um Estado socialista.

### Estado socialista
Um Estado socialista é mais do que uma forma de governo e só pode existir em países com uma economia socialista. Há exemplos de vários estados que instituíram uma forma de governo socialista antes de alcançar o socialismo. Os antigos estados socialistas da Europa Oriental foram estabelecidos como democracias populares (uma fase de desenvolvimento entre o capitalismo e o socialismo). Sobre a questão dos países de África e do Médio Oriente governados pelos marxistas-leninistas, a União Soviética considerou nenhum deles como Estados socialistas - referindo-se a eles como Estados de orientação socialista. Embora existam muitos países com referências constitucionais ao socialismo e países governados por movimentos socialistas de longa data, dentro da teoria Marxista-Leninista um Estado socialista é liderado por um partido comunista que instituiu uma economia socialista num determinado país. Trata de estados que se definem a si próprios como um estado socialista ou como um estado liderado por um partido Marxista-Leninista governante nas suas constituições. Só por esta razão, estes estados são frequentemente chamados estados comunistas.

## Sistema político

### Governo
A mais alta agência administrativa do poder estatal é o governo. Funciona como o órgão executivo da legislatura. O Soviete Supremo foi introduzido, com variações, em todos os Estados comunistas. Durante a maior parte da sua existência, o governo soviético foi conhecido como Conselho de Ministros e foram utilizados nomes idênticos para os governos da Albânia, Alemanha de Leste, Hungria, Polónia e Roménia. Era independente das outras agências centrais, como a legislatura e o seu presidium, mas o Soviete Supremo tinha poderes para decidir sobre todas as questões que desejasse. O governo soviético era responsável perante a legislatura e, entre as sessões da legislatura, reportava à comissão parlamentar permanente da legislatura. A comissão permanente podia reorganizar e responsabilizar o governo soviético, mas não podia instruir o governo.
Nos estados comunistas, o governo era responsável pelo sistema económico em geral, pela ordem pública, pelas relações externas e pela defesa. O modelo soviético foi implementado de forma mais ou menos idêntica na Bulgária, Checoslováquia, Alemanha de Leste, Hungria, Polónia e Roménia, com poucas excepções. Uma excepção foi a Checoslováquia, onde tinha um presidente e não uma presidência colectiva. Outra excepção foi na Bulgária, onde o Conselho de Estado estava habilitado a dar instruções ao Conselho de Ministros.

### Legislatura

#### Poderes e organização

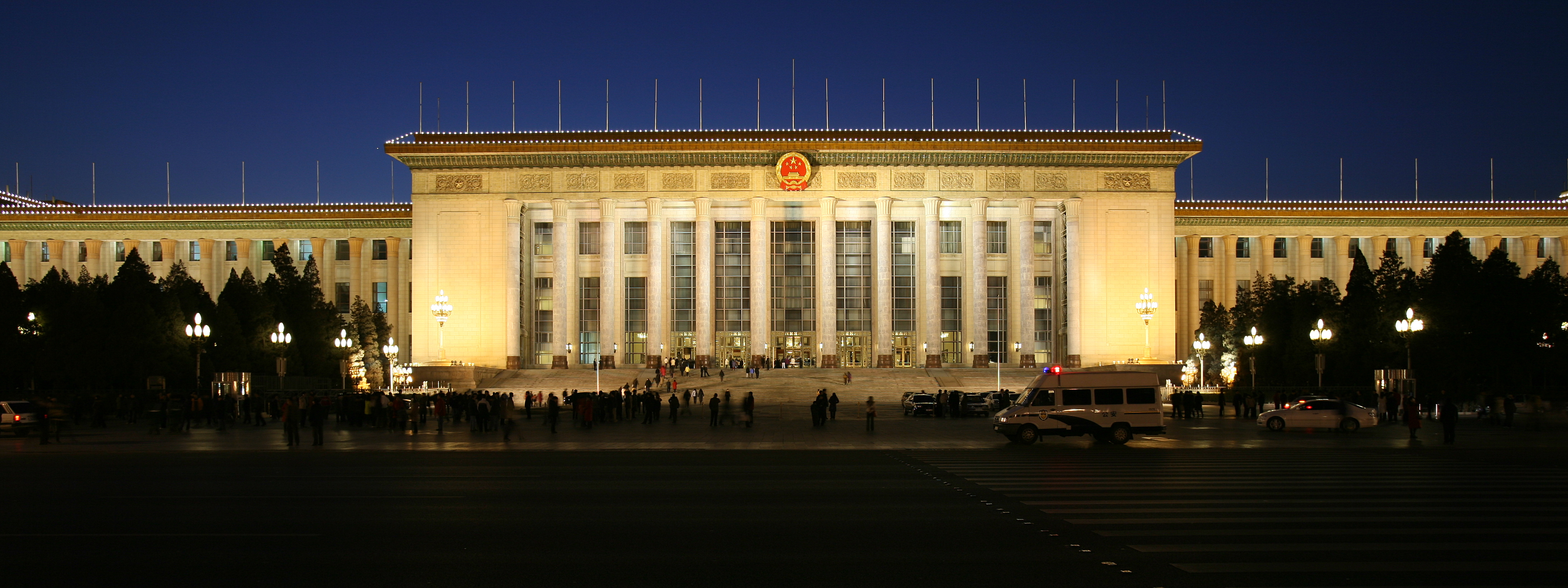
O local de reunião do Congresso Nacional do Povo

Todo o poder estatal é unificado na legislatura nos estados comunistas. Isto é uma rejeição firme da separação de poderes encontrada nas democracias liberais. A constituição é aprovada pelo legislador e só pode ser alterada pelo legislador. A revisão judicial e a revisão extraparlamentar foram denunciadas pelos teóricos jurídicos soviéticos como instituições burguesas. Também a consideraram como uma limitação do poder supremo do povo. O legislador, juntamente com os seus subórgãos, era responsável pela supervisão da ordem constitucional. Dado que o legislador é o juiz supremo da constitucionalidade, os atos do próprio legislador não podem, portanto, ser inconstitucionais.
O Soviete Supremo foi a primeira legislatura socialista e o sistema legislativo soviético foi introduzido em todos os Estados comunistas. O Soviete Supremo reuniu-se duas vezes por ano, normalmente durante dois ou três dias cada, tornando-o uma das primeiras legislaturas do mundo frequentemente convocadas durante a sua existência. A mesma frequência de reuniões era a norma nos países do Bloco de Leste, bem como na China moderna. A legislatura da China, o Congresso Nacional do Povo (CNP) tem como modelo o soviético. Tal como no soviético, o CNP é o órgão mais alto do Estado e elege um Comité Permanente (os soviéticos tinham um Presidium), o governo e o Conselho de Estado (o equivalente soviético é o Conselho de Ministros). Além disso, em todos os Estados comunistas o partido de vanguarda ou teve uma clara maioria como a China, ou ocuparam todos os lugares como o fizeram na União Soviética na sua legislatura nacional.
Os investigadores ocidentais têm dedicado pouca atenção às legislaturas nos estados comunistas. A razão é que não existem organismos significativos de socialização política quando comparados com as legislaturas nas democracias liberais. Embora os líderes políticos sejam frequentemente eleitos como membros das legislaturas socialistas, estes cargos não são relevantes para o progresso político. O papel das legislaturas difere de país para país. Na União Soviética, o Soviete Supremo fez "pouco mais do que ouvir as declarações dos líderes políticos soviéticos e as decisões legítimas já tomadas noutros locais", enquanto nas legislaturas da Polónia, Vietname e Jugoslávia foi mais ativo e teve um impacto no processo de regulamentação.

#### Representatividade
Tanto Marx como Lenin eram contra os sistemas parlamentares da democracia burguesa, mas nenhum deles procurou aboli-la. Lenin escreveu que seria impossível desenvolver a democracia proletária "sem instituições representativas". Ambos consideravam o modelo de governo da Comuna de Paris de 1871, no qual o executivo e o legislativo estavam combinados num só órgão como sendo ideal. Mais importante ainda, Marx aplaudiu o processo eleitoral por "sufrágio universal nas várias freguesias e cidade". Embora a instituição da legislatura socialista possa não ser importante em si mesma, ela "têm um lugar na literatura e retórica dos partidos no poder que não pode ser ignorado - na linguagem da intimidade do partido com as massas trabalhadoras, dos seus referidos conhecimentos sobre os interesses das pessoas trabalhadoras, da justiça social e da democracia socialista, da linha de massas e da aprendizagem com o povo".
Ao ter legislaturas, os partidos marxistas-leninistas tentam manter a coerência ideológica entre o apoio às instituições representativas e a salvaguarda do papel de liderança do partido. Procuram utilizar as legislaturas como uma ligação entre os governantes e os governados. Estas instituições são representativas e geralmente espelham a população em áreas como a etnicidade e a língua, "mas com ocupações distribuídas de uma forma enviesada para os funcionários governamentais". Ao contrário das democracias liberais, as legislaturas dos estados comunistas não devem funcionar como um fórum para transmitir reivindicações ou articulação de interesses - elas reúnem-se com demasiada frequência para que tal aconteça. Isto pode explicar porque é que os estados comunistas não desenvolveram termos como delegados e fiduciários para dar aos representantes legislativos o direito de votar de acordo com o seu melhor julgamento ou no interesse do seu círculo eleitoral. O académico Daniel Nelson observou: "Tal como com o parlamento britânico antes da turbulência do século XVII, os órgãos legislativos dos estados comunistas retratam fisicamente o 'reino' governado por (exagerando na analogia) 'reis'. Os membros das assembleias 'representam' a população a quem os governantes falam e sobre quem governam, convocando um 'segmento da sociedade' mais vasto [...] do que a própria corte". Apesar disso, isso não significa que os estados comunistas utilizem as legislaturas para reforçar a sua comunicação com a população - o partido, em vez do legislador, poderia assumir essa função.
Ideologicamente, tem outra função, a de provar que os estados comunistas não representam apenas os interesses da classe trabalhadora, mas todos os estratos sociais. Os Estados comunistas estão empenhados em estabelecer uma sociedade sem classes e usam as legislaturas para mostrar que todos os estratos sociais, sejam eles burocratas, trabalhadores ou intelectuais, estão empenhados e têm interesses na construção de tal sociedade. Tal como acontece na China, instituições nacionais como a legislatura "devem existir que congregue representantes de todas as nacionalidades e áreas geográficas". Não importa se as legislaturas apenas tomam decisões com carimbo, porque ao tê-las demonstra que os Estados comunistas estão empenhados em incorporar minorias e áreas do país, incluindo-as na composição da legislatura. Nos estados comunistas, existe normalmente uma elevada proporção de membros que são funcionários do governo. Neste caso, isso pode significar ser menos importante o que as legislaturas fazem e mais importante quem são os seus representantes. Um membro de uma legislatura socialista a nível central e local é normalmente ou um funcionário do governo, ou do partido, figura de destaque na sua comunidade, ou figura nacional fora do partido comunista. Isto serve para mostrar que as legislaturas são instrumentos para angariar apoio popular para o governo, no qual figuras de destaque fazem campanha e divulgam informação sobre as políticas do partido e o desenvolvimento ideológico.

### Exército

#### Controlo
Os Estados comunistas estabeleceram dois tipos de sistemas civil-militares. As forças armadas da maioria dos Estados socialistas têm sido historicamente instituições estatais baseadas no modelo soviético, mas na China, Laos, Coreia do Norte e Vietname as forças armadas são instituições estatais-partidárias. No entanto, existem várias diferenças entre o modelo estatal (soviético) e o modelo de Estado-partidário (China). No modelo soviético, as forças armadas soviéticas eram lideradas pelo Conselho de Defesa (um órgão formado pelo Presidium do Soviete Supremo da União Soviética) enquanto o Conselho de Ministros era responsável pela formulação de políticas de defesa. O líder do partido era ex-officio o Presidente do Conselho de Defesa. Abaixo do Conselho de Defesa, havia o Conselho Militar Principal, que era responsável pela direção estratégica e liderança das forças armadas soviéticas. O órgão de trabalho do Conselho de Defesa era o Estado-Maior General que tinha a tarefa de analisar as situações militares e políticas à medida que estas se desenvolviam. O partido controlava as forças armadas através da Direção Política Principal (DPP) do Ministério da Defesa, um órgão estatal que funcionava "com a autoridade de um departamento do Comité Central do PCUS". O DPP organizou a doutrinação política e criou um mecanismo de controlo político a nível central ao nível da empresa no terreno. Formalmente, o DPP era responsável pela organização dos órgãos do partido e do Komsomol, bem como dos órgãos subordinados no seio das forças armadas; assegurar que o partido e o Estado mantêm o controlo sobre as forças armadas; avaliar o desempenho político dos oficiais; supervisionar o conteúdo ideológico da imprensa militar; e supervisionar os institutos de formação político-militar e o seu conteúdo ideológico. O chefe do DPP foi classificado em quarto lugar no protocolo militar, mas não era membro do Conselho de Defesa. O Departamento de Órgãos Administrativos do Comité Central do PCUS era responsável pela implementação das políticas de pessoal do partido e supervisionava o KGB, o Ministério dos Assuntos Internos e o Ministério da Defesa.
No modelo de Estado-partido chinês, o Exército de Libertação do Povo (PLA) é uma instituição partidária. No preâmbulo da Constituição do Partido Comunista da China, é afirmado: "O Partido Comunista da China (PCCh) deve manter a sua liderança absoluta sobre o Exército de Libertação do Povo e as outras forças armadas populares". O PLA realiza o seu trabalho de acordo com as instruções do Comité Central do PCUS. Mao Zedong descreveu a situação institucional do PLA da seguinte forma: "Todo o comunista deve compreender a verdade: 'O poder político cresce do barril de uma arma'. O nosso princípio é que o partido comanda a arma, e a arma nunca deve comandar o partido". A Comissão Militar Central (CMC) é simultaneamente um órgão do Estado e do partido — é um órgão do Comité Central do PCCh e um órgão da legislatura nacional, o Congresso Nacional do Povo. O Secretário-Geral do PCCh é presidente ex-officio da parte do partido do CMC e o Presidente da República Popular da China é por direito o presidente do CMC da parte do Estado. A composição do partido CMC e do CMC estatal são idênticas. O CMC é responsável pelo comando do PLA e determina as políticas de defesa nacional. Existem quinze departamentos que respondem diretamente ao CMC e que são responsáveis por tudo, desde o trabalho político até à administração do PLA. É significativo que o CMC eclipse de longe as prerrogativas do Departamento de Órgãos Administrativos do PCUS enquanto o homólogo chinês da Direção Política Principal supervisiona não só os militares, mas também os serviços secretos, os serviços de segurança e o trabalho de contraespionagem.

#### Representação
Ao contrário das democracias liberais, os militares ativos são membros e participam em instituições civis de governação. Este é o caso em todos os estados comunistas. O Partido Comunista do Vietname (PCV) elegeu pelo menos uma figura militar ativa para o seu Politburo desde 1986. No período 1986-2006, as figuras militares ativas com assento no Comité Central do PCV situavam-se numa média de 9,2 por cento. As figuras militares estão também representadas na legislatura nacional (a Assembleia Nacional) e noutras instituições representativas. Na China, os dois vice-presidentes do CMC têm, por direito, assento no Politburo do PCCh desde 1987.

### Partido governante

#### Papel de vanguarda
Cada estado comunista tem sido liderado por um partido Marxista-Leninista. Este partido procura representar e articular os interesses das classes exploradas pelo capitalismo. Procura liderar as classes exploradas para alcançar o comunismo. No entanto, o partido não pode ser identificado com a classe explorada em geral. A sua filiação é composta por membros com consciência avançada que estão acima dos interesses seccionais. Portanto, o partido representa a secção avançada das classes exploradas e, através delas, lidera as classes exploradas interpretando as leis universais que regem a história humana rumo ao comunismo.
Em Fundamentos do Leninismo (1924), Joseph Stalin escreveu que "o proletariado [a classe trabalhadora] precisa primeiro que tudo do Partido como o seu Estado-Maior General, que deve ter para a tomada de poder bem sucedida. [...] Mas o proletariado precisa do Partido não só para alcançar a ditadura [de classe]; precisa ainda mais para manter a ditadura [de classe]". A atual Constituição do Vietname declara no Artigo 4 que "[o] Partido Comunista do Vietname, a vanguarda da classe trabalhadora vietnamita, simultaneamente a vanguarda do povo trabalhador e da nação vietnamita, o fiel representante dos interesses da classe trabalhadora, do povo trabalhador, e de toda a nação, agindo sobre a doutrina Marxista-Leninista e o pensamento de Ho Chi Minh, é a força motriz do Estado e da sociedade". De forma semelhante, o Partido Comunista da China (PCCh) descreve-se a si próprio como "a vanguarda da classe trabalhadora chinesa, do povo chinês, e da nação chinesa". Como ambos os partidos comunistas notaram, os partidos no poder dos estados comunistas são partidos de vanguarda. Vladimir Lenin teorizou que os partidos de vanguarda eram "capazes de assumir o poder e conduzir todo o povo ao socialismo, de dirigir e organizar o novo sistema, de ser o professor, o guia, o líder de todas as pessoas trabalhadoras e exploradas na organização da sua vida social sem a burguesia". Esta ideia acabou por evoluir para o conceito do papel de líder do partido na liderança do Estado, tal como visto na autodescrição do PCCh e na constituição do Vietname.

#### Organização interna
O partido governante Marxista-Leninista organiza-se em torno do princípio do centralismo democrático e, através dele, também o Estado. Isto significa que todos os órgãos dirigentes do partido, de cima para baixo, serão eleitos; que os órgãos do partido prestarão contas periódicas das suas atividades às respetivas organizações partidárias; que haverá uma disciplina partidária rigorosa e a subordinação da minoria à maioria; e que todas as decisões dos órgãos superiores serão absolutamente vinculativas para os órgãos inferiores e para todos os membros do partido.
O órgão máximo de um partido governante Marxista-Leninista é o congresso do partido. O congresso elege a comissão central e uma comissão de auditoria e uma comissão de controlo, ou ambas, embora nem sempre. O Comité Central é o órgão mais alto do partido entre congressos do partido e elege um politburo e um secretariado entre os seus membros, bem como o líder do partido. Quando o Comité Central não está em sessão, o politburo é o mais alto órgão de decisão do partido e o secretariado é o mais alto órgão administrativo. Em certos partidos, quer o comité central, quer o politburo elege entre os seus membros um comité permanente do politburo que atua como o mais alto órgão de decisão entre sessões do politburo, do Comité Central e do congresso. Esta estrutura de liderança é idêntica até à organização primária do partido no poder.

## Sistema judicial

### Constituição

#### Papel das constituições
Os Marxistas-Leninistas veem a constituição como uma lei fundamental e como um instrumento de força. A constituição é a fonte do direito e da legalidade. Ao contrário das democracias constitucionais, a constituição Marxista-Leninista não é um instrumento para limitar o poder do Estado. Pelo contrário, uma constituição Marxista-Leninista procura dar poder ao Estado — dado que o Estado é visto como um órgão de dominação de classe onde a lei é a expressão dos interesses da classe dominante. É convicção dos marxistas-leninistas que todas as constituições nacionais o fazem para assegurar que os países possam reforçar e fazer cumprir o seu próprio sistema de classes. Neste caso, isto significa que os marxistas-leninistas concebem as constituições como um instrumento para defender a natureza socialista do Estado e atacar os seus inimigos. Isto contrasta com a conceção liberal do constitucionalismo onde "a lei, em vez da Humanidade, é suprema".
Ao contrário da natureza relativamente constante (e, em alguns casos, permanentemente fixa) das constituições liberais, uma constituição Marxista-Leninista está sempre a mudar. Andrey Vyshinsky, Procurador-Geral da União Soviética durante a década de 1930, observa que "as constituições soviéticas representam a soma total do caminho histórico percorrido pelo Estado soviético. Ao mesmo tempo, são a base legislativa do desenvolvimento subsequente da vida do Estado". Ou seja, a constituição resume o que já foi alcançado. Esta crença é também partilhada pelo Partido Comunista da China, que argumentou que "a Constituição Chinesa abre um caminho para a China, registando o que foi ganho na China e o que ainda está por conquistar". Uma constituição num Estado comunista tem um fim. O preâmbulo da Constituição Chinesa de 1954 esboça as tarefas históricas dos comunistas chineses, "passo a passo, para realizar a industrialização socialista do país e, passo a passo, para realizar a transformação socialista da agricultura, do artesanato e da indústria e comércio capitalistas".
Nos estados comunistas, a constituição foi um instrumento para analisar o desenvolvimento da sociedade. O partido Marxista-Leninista em questão teria de estudar a correlação de forças, literalmente a estrutura de classes da sociedade, antes de decretar mudanças. Vários termos foram cunhados para diferentes estados de desenvolvimento por teóricos legais marxistas-leninistas, incluindo Nova Democracia, Democracia Popular e Fase Primária do Socialismo. É também por isso que as alterações às constituições não são suficientes e as grandes mudanças societais necessitam de uma nova constituição que corresponda à realidade da nova estrutura de classes.
Com o repúdio de Nikita Khrushchov das práticas de Estaline no "Discurso Secreto" e o repúdio do Partido Comunista da China por certas políticas maoistas, as teorias jurídicas marxistas-leninistas começaram a enfatizar "a ordem constitucional formal, anteriormente negligenciada". Deng Xiaoping, não muito depois da morte do Presidente Mao Zedong, observou que "a [d]emocracia tem de ser institucionalizada e inscrita na lei, de modo a garantir que as instituições e as leis não mudem sempre que a liderança muda ou sempre que os líderes mudam de opinião. [...] O problema agora é que o nosso sistema jurídico está incompleto. [...] Muito frequentemente o que os líderes dizem é tomado como lei e qualquer pessoa que discorde é chamada de infrator da lei". Em 1986, Li Buyan escreveu que "as políticas do Partido são normalmente regulamentos e chamadas que, em certa medida, são apenas princípios. A lei é diferente; é rigorosamente estandardizada. Ela estipula explícita e concretamente o que as pessoas devem, podem ou não fazer". Estes desenvolvimentos legais têm tido eco em anos posteriores em Cuba, no Laos e no Vietname. Isto levou ao desenvolvimento do conceito comunista do Estado de direito socialista, sendo paralelo e distinto do termo liberal com o mesmo nome. Nos últimos anos, esta ênfase na constituição como documento legal e como documento que documenta o desenvolvimento da sociedade foi notada pelo Secretário-Geral do Partido Comunista da China Xi Jinping, que declarou em 2013 que "[n]enhuma organização ou indivíduo tem o privilégio de ultrapassar a Constituição e a lei".

## Lista de Estados comunistas

### Estados comunistas atuais

Mapa dos Estados comunistas atuais

Os países seguintes são Estados unipartidários nos quais as instituições do partido comunista no poder e o Estado se entrelaçaram. São defensores do Marxismo-Leninismo. Estão aqui indicados com o ano da sua fundação e os seus respetivos partidos no poder.
| País                                  | Nome nativo                                                                                         | Desde | Partido governante                     |
| ------------------------------------- | --------------------------------------------------------------------------------------------------- | --- | -------------------------------------- |
| República Popular da China            | Em chinês simplificado: 中华人民共和国 Em pinyin: Zhōnghuá Rénmín Gònghéguó                         | 1 de outubro 1949                                                                                              | Partido Comunista da China             |
| República de Cuba                     | Em espanhol: República de Cuba                                                                      | 1 de janeiro de 1959                                                                                           | Partido Comunista de Cuba              |
| República Democrática Popular do Laos | Em lao: ສາທາລະນະລັດ ປະຊາທິປະໄຕ ປະຊາຊົນລາວ Na romanização de Lao: Sathalanalat Paxathipatai Paxaxon Lao | 2 de dezembro de 1975                                                                                          | Partido Popular Revolucionário do Laos |
| República Socialista do Vietname      | Em Vietnamita: Cộng hòa xã hội chủ nghĩa Việt Nam                                                   | 2 de setembro de 1945 (Vietname do Norte) 30 de abril de 1975 (Vietname do Sul) 2 de julho de 1976 (unificado) | Partido Comunista do Vietname          |

### Estados multipartidários com partidos comunistas no governo
Há Estados multipartidários com partidos comunistas a liderar o governo. Tais Estados não são considerados Estados comunistas porque os próprios países permitem a existência de múltiplos partidos e não atribuem um papel constitucional aos seus partidos comunistas. O Nepal é atualmente liderado pelo Partido Comunista do Nepal e foi anteriormente governado pelo Partido Comunista do Nepal (Marxista-Leninista Unificado) e pelo Partido Comunista Unificado do Nepal (Maoísta) entre 1994 e 1998 e depois novamente entre 2008 e 2018, enquanto os Estados anteriormente governados por um ou mais partidos comunistas incluem São Marino (1945-1957), Nicarágua (1984-1990), Moldávia (2001-2009), Chipre (2008-2013) e Guiana (1992-2015)

### Antigos Estados comunistas
Os seguintes Estados comunistas eram Estados socialistas comprometidos com o comunismo. Alguns foram de curta duração e precederam a adoção generalizada do Marxismo-Leninismo pela maioria dos Estados comunistas.
- Rússia
  -  República Socialista Federativa Soviética da Rússia (1917–1991)
    -  República Socialista Soviética Autónoma do Turquestão (1918–1924)
    -  República Socialista Soviética Autónoma dos Alemães do Volga (1918–1941)
    -  República Socialista Soviética Autónoma de Basquir (1919–1991)
    -  República Socialista Soviética Autónoma Tártara (1920–1990)
    -  Kirghiz Autonomous Socialist Soviet Republic (1920–1925)
    -  República Autônoma Socialista Soviética das Montanhas (1921–1924)
    -  República Socialista Soviética Autónoma do Daguestão (1921–1991)
    -  República Autônoma Socialista Soviética da Crimeia (1921–1941; 1944–1945)
    -  República Socialista Soviética Autônoma de Iacútia (1922–1991)
    -  República Socialista Soviética Autônoma da Buriácia (1923–1990)
    -  República Socialista Soviética Autônoma da Carélia (1923–1940; 1956–1991)
    -  República Autônoma Socialista Soviética Cazaque (1925–1936)
    -  Kirghiz Autonomous Socialist Soviet Republic (1926–1936)
    -  República Socialista Soviética Autônoma da Mordóvia (1934–1990)
    -  República Socialista Soviética Autônoma de Udmurte (1934–1990)
    -  República Socialista Soviética Autônoma da Calmúquia (1935–1943; 1957–1991)
    -  República Autónoma Socialista Soviética da Checheno-Inguchétia (1936–1944; 1957–1991)
    -  República Socialista Soviética Autônoma Cabardino-Balcária (1936–1944; 1957–1991)
    -  República Socialista Soviética Autônoma de Komi (1936–1991)
    -  Mari Autonomous Soviet Socialist Republic (1936–1991)
    -  República Autónoma Socialista Soviética da Ossétia do Norte (1936–1993)
    -  República Socialista Soviética Carelo-Finlandesa (1940–1956)
    -  Kabardin Autonomous Soviet Socialist Republic (1944–1957)
    -  Tuvan Autonomous Soviet Socialist Republic (1961–1992)
    -  República Autónoma Socialista do Gorno-Altaisk (1990–1991)

  -  Soviet Republic of Soldiers and Fortress-Builders of Naissaar (1917–1918)
  -  Donetsk–Krivoy Rog Soviet Republic (1918)
  -  Crimean Socialist Soviet Republic (1919)
  - Predefinição:Country data Far Eastern Republic Far Eastern Republic (1920–1922)
  - Predefinição:Country data Tuvan People's Republic Tuvan People's Republic (1921–1944)
  -  União Soviética Union of Soviet Socialist Republics (1922–1991)
- Ucrânia
  -  Odessa Soviet Republic (1918)
  -  Donetsk–Krivoy Rog Soviet Republic (1918)
  -  Crimean Socialist Soviet Republic (1919)
  -  Galician Soviet Socialist Republic (1920)
  -  União Soviética Union of Soviet Socialist Republics (1922–1991)
    -  Ukrainian Soviet Socialist Republic (1919–1991)
      -  Moldavian Autonomous Soviet Socialist Republic (1924–1940)
      -  Crimean Autonomous Soviet Socialist Republic (1991–1992)
- Finlândia
  -  Finnish Socialist Workers' Republic (1918)
  -  Finnish Democratic Republic (1939–1940)
  -  Karelo-Finnish Soviet Socialist Republic (1940–1956)
- Alemanha
  -  Free Socialist Republic of Germany (1918–1919)
    -  Saxony Soviet (1918–1919)
    -  Bremen Soviet Republic
    -  Bavarian Soviet Republic (1919)

  -  União Soviética Soviet occupation of Germany (1945–1949)
    -  União Soviética Soviet occupation of Berlin (1945–1949)

  -  República Democrática da Alemanha (1949–1990)
    -  Berlim Leste (1949–1990)
- França
  -  Alsace-Lorraine Soviet Republic (1918)
- Estónia
  -  Commune of the Working People of Estonia (1918–1919)
  -  União Soviética First Soviet occupation of the Baltic states (1940–1941)
  -  União Soviética Second Soviet occupation of the Baltic states (1944–1945)
  -  Estonian Soviet Socialist Republic (1944–1991)
- Letónia
  -  Latvian Socialist Soviet Republic (1918–1920)
  -  Latvian Soviet Socialist Republic (1944–1991)
- Lituânia
  -  Lithuanian–Byelorussian Soviet Socialist Republic (1919)
  -  União Soviética First Soviet occupation of the Baltic states (1940–1941)
  -  União Soviética Second Soviet occupation of the Baltic states (1944–1945)
  -  Lithuanian Soviet Socialist Republic (1944–1991)
- Bielorrússia
  -  Lithuanian–Byelorussian Soviet Socialist Republic (1919)
  -  Byelorussian Soviet Socialist Republic (1922–1991)
- Hungria
  - Predefinição:Country data Hungarian Soviet Republic Hungarian Soviet Republic (1919)
  -  União Soviética Soviet occupation of Hungary (1944–1946)
  -  Second Hungarian Republic (1946–1949)
  -  Hungarian People's Republic (1949–1989)
- Irlanda
  -  Limerick Soviet (1919)
- Azerbaijão
  -  Mughan Soviet Republic (1919)
  -  Azerbaijan Soviet Socialist Republic (1920–1991)
    -  Nakhichevan Autonomous Soviet Socialist Republic (1921–1990)

  -  Transcaucasian Socialist Federative Soviet Republic (1922–1936)
- Checoeslováquia
  -  Slovak Soviet Republic (1919)
  -  União Soviética Soviet occupation of Czechoslovakia (1944–1948)
  -  Fourth Czechoslovak Republic (1948–1960)
  -  Czechoslovak Socialist Republic (1960–1990)
- Tajiquistão
  -  Bukharan People's Soviet Republic (1920–1925)
  -  República Socialista Soviética Tajique (1929–1991)
- Turquemenistão
  -  Khorezm People's Soviet Republic (1920–1925)
  -  Bukharan People's Soviet Republic (1920–1925)
  -  Turkmen Soviet Socialist Republic (1925–1991)
- Uzbequistão
  -  Khorezm People's Soviet Republic (1920–1925)
  -  Bukharan People's Soviet Republic (1920–1925)
  -  Uzbek Soviet Socialist Republic (1924–1991)
    -  Tajik Autonomous Soviet Socialist Republic (1924–1929)
    -  Karakalpak Autonomous Soviet Socialist Republic (1932–1991)
- Irão
  -  Persian Socialist Soviet Republic (1920–1921)
  -  União Soviética Soviet occupation of Iran (1941–1946)
  -  Azerbaijan People's Government (1941–1946)
  -  Republic of Mahabad (1946–1947)
- Polónia
  -  Galician Soviet Socialist Republic (1920)
  -  Provisional Government of National Unity (1945–1947)
  -  Polish People's Republic (1947–1989)
- Arménia
  -  Armenian Soviet Socialist Republic (1920–1991)
  -  Transcaucasian Socialist Federative Soviet Republic (1922–1936)
- Geórgia
  -  Georgian Soviet Socialist Republic (1921–1991)
    -  Adjar Autonomous Soviet Socialist Republic (1921–1990)
    -  Abkhaz Autonomous Soviet Socialist Republic (1931–1996)

  -  Transcaucasian Socialist Federative Soviet Republic (1922–1936)
- Mongólia
  -  People's Republic of Mongolia (1921–1924)
  -  Mongolian People's Republic (1924–1992)
- China
  -  Soviete de Hunan (1927)
  -  Guangzhou Commune (1927)
  -  Soviet Zone of China (1927–1949)
    - Predefinição:Country data Chinese Soviet Republic (1931–1937)
      -  Jiangxi–Fujian Soviet (1931–1934)

  -  People's Revolutionary Government of the Republic of China (1933–1934)
  - Predefinição:Country data Second East Turkestan Republic Second East Turkestan Republic (1944–1949)
  -  Inner Mongolian People's Republic (1945)
  -  União Soviética Soviet occupation of Manchuria (1945–1946)
- Espanha
  -  Asturian Socialist Republic (1934)
- Cazaquistão
  -  Kazakh Soviet Socialist Republic (1936–1991)
- Quirguistão
  -  Kirghiz Soviet Socialist Republic (1936–1991)
- Roménia
  -  União Soviética Soviet occupation of Bessarabia and northern Bukovina (1940)
  -  União Soviética Soviet occupation of Romania (1944–1947)
  -  Romanian People's Republic (1947–1965)
  -  Socialist Republic of Romania (1965–1989)
- Moldávia
  -  Odessa Soviet Republic (1918)
  -  Moldavian Soviet Socialist Republic (1940–1991)
  -  Pridnestrovian Moldavian Soviet Socialist Republic (1990–1991)
- Grécia
  -  Political Committee of National Liberation (1944–1949)
- Albânia
  -  Democratic Government of Albania (1944–1946)
  -  People's Republic of Albania (1946–1976)
  -  People's Socialist Republic of Albania (1976–1992)
- Bulgária
  -  União Soviética Soviet occupation of Bulgaria (1944–1946)
  -  People's Republic of Bulgaria (1946–1990)
- Noruega
  -  União Soviética Soviet occupation of Northern Norway (1944–1946)
- Áustria
  -  União Soviética Soviet occupation of Austria (1945–1946)
    -  União Soviética Soviet occupation of Vienna (1945–1946)
- Dinamarca
  -  União Soviética Soviet occupation of Bornholm (1945–1946)
- Japão
  -  União Soviética Soviet occupation of the Kuril Islands (1945)
- Coreia
  -  República Popular da Coreia (1945–1946)
  -  União Soviética Soviet Civil Administration (1945–1946)
  -  Provisional People's Committee of North Korea (1946–1947)
  -  People's Committee of North Korea (1947–1948)
  -  Democratic People's Republic of Korea (1948–1992/2009)[nb 2]
- Jugoslávia
  -  Federal People's Republic of Yugoslavia (1945–1963)
  -  Iugoslávia Socialist Federal Republic of Yugoslavia (1963–1992)
- Colômbia
  -  Marquetalia Republic (1948–1958)
- Vietname
  -  República Democrática do Vietname (1954–1975)
  -  Provisional Revolutionary Government of the Republic of South Vietnam (1969–1976)
- Iémen
  - Predefinição:Country data South Yemen People's Democratic Republic of Yemen (1967–1990)
- República do Congo
  -  República Popular do Congo (1969–1992)
- Somália
  -  República Democrática da Somália (1969–1991)
- Etiópia
  -  Provisional Military Government of Socialist Ethiopia (1974–1987)
  - People's Democratic Republic of Ethiopia (1987–1991)
- Moçambique
  -  República Popular de Moçambique (1975–1990)
- Angola
  -  República Popular de Angola (1975–1992)
- Benim
  -  República Popular do Benim (1975–1990)
- Camboja
  -  Democratic Kampuchea (1976–1979)
  -  People's Republic of Kampuchea (1979–1989)
  -  State of Cambodia (1989–1992)
  -  Coalition Government of Democratic Kampuchea (1982–1992)
  -  Provisional Government of National Union and National Salvation of Cambodia (1994–1998)
- Afeganistão
  -  República Democrática do Afeganistão (1978–1987)
  -  República do Afeganistão (1987–1992)
- Granada
  -  Governo Revolucionário Popular de Granada (1979–1983)
- Burquina Fasso
  -  República Popular da Burquina Fasso (1984–1987)

### General
As referências para quando os indivíduos foram eleitos para o cargo de líder do PCCh, o nome dos cargos e quando se estabeleceram e foram abolidos encontram-se abaixo.
- 19th National Congress (2017). Constitution of the Communist Party of China. [S.l.]: Communist Party of China
- Gungwu, Wang (2012). China: Development and Governance. [S.l.]: World Scientific Publishing Company. pp. 12–13. ISBN 978-9814425841

### Artigos e entradas em periódicos
- Bui, T. (2016). «Constitutionalizing Single Party Leadership in Vietnam: Dilemmas of Reform» (PDF). Cambridge University Press. Asian Journal of Comparative Law. 11 (2): 219–234. doi:10.1017/asjcl.2016.22
- Chang, Yu-nan (agosto de 1956). «The Chinese Communist State System Under the Constitution of 1954». The University of Chicago Press on behalf of the Southern Political Science Association. The Journal of Politics. 18 (3): 520–546. JSTOR 2127261. doi:10.2307/2127261. s2cid 154446161
- Guins, George (julho de 1950). «Law Does not Wither Away in the Soviet Union». Wiley on behalf of The Editors and Board of Trustees of the Russian Review. The Russian Review. 9 (3): 187–204. JSTOR 125763. doi:10.2307/125763
- Hand, Keith (agosto de 1956). «An Assessment of Socialist Constitutional Supervision Models and Prospects for a Constitutional Supervision Committee in China: The Constitution as Commander?». University of California. Legal Studies Research Paper Series (150)
- Hazard, John (agosto de 1975). «Soviet Model for Marxian Socialist Constitutions». Cornell University. Cornell Law Review. 60 (6): 109–118
- Imam, Zafar (julho–setembro de 1986). «The Theory of the Soviet State Today». Indian Political Science Association. The Indian Journal of Political Science. 47 (3): 382–398. JSTOR 41855253
- Keith, Richard (março de 1991). «Chinese Politics and the New Theory of 'Rule of Law'». Cambridge University Press on behalf of the School of Oriental and African Studies. The China Quarterly. 125 (125): 109–118. JSTOR 654479. doi:10.1017/S0305741000030320
- Kokoshin, Andrey (outubro de 2016). «2015 Military Reform in the People's Republic of China» (PDF). Belfer Center for Science and International Affairs. Belfer Center Paper
- Kramer, Mark N. (outubro de 2016). «Civil-Military Relations in the Warsaw Pact: The East European Component». Oxford University Press on behalf of the Royal Institute of International Affairs. International Affairs. 61 (1): 45–66. JSTOR 2619779. doi:10.2307/2619779
- Miller, Alice (janeiro de 2018). «The 19th Central Committee Politburo» (PDF). Hoover Institute. China Leadership Monitor (55)
- Mulvenon, James (janeiro de 2018). «The Cult of Xi and the Rise of the CMC Chairman Responsibility System» (PDF). Hoover Institute. China Leadership Monitor (55)
- Poelzer, Greg (1989). An Analysis of Grenada as a Socialist-Oriented State (Tese). Carleton University
- Skilling, H. Gordon (janeiro de 1961). «People's Democracy and the Socialist Revolution: A Case Study in Communist Scholarship. Part I». Soviet Studies. 12 (3). Taylor & Francis. pp. 241–262
- Snyder, Stanley (1987). Soviet Troop Control and the Power Distribution (Tese). Naval Postgraduate School. hdl:10945/22490
- National Foreign Assessment Center (1980). Political Control of the Soviet Armed Forces (PDF) (Relatório). Central Intelligence Agency
- Steiner, Arthur (1951). «The Role of the Chinese Communist Party». SAGE Publications in association with the American Academy of Political and Social Science. The Annals. 277: 56–66. JSTOR 1030252
- Tang, Peter S. H. (fevereiro de 1980). «The Soviet, Chinese and Albanian Constitutions: Ideological Divergence and Institutionalized Confrontation?». Springer Publishing. Studies in Soviet Thought. 21 (1): 39–58. JSTOR 20098938.pdf. doi:10.1007/BF00832025 Texto "id s2cid 144486393" ignorado (ajuda)
- Thayer, Carlyle (2011). «Military Politics in Contemporary Vietnam» (PDF). In:  Mietzner, Marcus. The Political Resurgence of the Military in Southeast Asia: Conflict and Leadership. [S.l.]: Routledge. ISBN 9780415460354
- Quigley, John (outono de 1989). «Socialist Law and the Civil Law Tradition» (PDF). Oxford University Press. The American Journal of Comparative Law. 37 (4): 781–808. JSTOR 840224. doi:10.2307/840224. Consultado em 26 de dezembro de 2019. Arquivado do original (PDF) em 17 de maio de 2018

### Livros
- Blasko, Dennis (2006). The Chinese Army Today: Tradition and Transformation for the 21st Century. [S.l.]: Routledge. ISBN 9781135988777
- Dimitrov, Vessellin (2006). «Bulgaria: A Core Against the Odds». In:  Dimitrov, Vessellin; Goetz, H. Klaus; Wollmann, Hellmut. Governing after Communism: Institutions and Policymaking 2nd ed. [S.l.]: Martinus Nijhoff Publishers. pp. 159–203. ISBN 9780742540095
- Ellman, Michael (2014). Socialist Planning 3rd ed. [S.l.]: Cambridge University Press. ISBN 9781107427327
- Evans, Daniel (1993). Soviet Marxism–Leninism: The Decline of an Ideology. [S.l.]: ABC-CLIO. ISBN 9780275947637
- Feldbrugge, F. J. M. (1985). «Council of Ministers». In:  Feldbrugge, F. J. M.; Van den Berg, G. P.; Simons, William B. Encyclopedia of Soviet Law 2nd ed. [S.l.]: Martinus Nijhoff Publishers. pp. 202–204. ISBN 1349060860
- Furtak, Robert K. (1987). The Political Systems of the Socialist States. New York City: St. Martin's Press. ISBN 9780312625276
- Gardner, John; Schöpflin, George; White, Stephen (1987). Communist Political Systems 2nd ed. [S.l.]: Macmillan Education. ISBN 0-333-44108-7
- Harding, Neil (1981). «What Does It Mean to Call a Regime Marxist?». In:  Szajkowski, Bogdan. Marxist Governments. 1. [S.l.]: Palgrave Macmillan. pp. 22–33. ISBN 978-0-333-25704-3
- Hazard, John (1985). «Constitutional Law». In:  Feldbrugge, F. J. M.; Van den Berg, G. P.; Simons, William B. Encyclopedia of Soviet Law 2nd ed. [S.l.]: Martinus Nijhoff Publishers. pp. 162–163. ISBN 1349060860
- Li, Lin (2017). Building the Rule of Law in China. [S.l.]: Elsevier. ISBN 9780128119303
- Loeber, Dietrich Andre (1984). «On the Status of the CPSU within the Soviet Legal System». In:  Simons, William; White, Stephen. The Party Statutes of the Communist World. [S.l.]: Martinus Nijhoff Publishers. pp. 1–22. ISBN 9789024729753
- Nelson, Daniel (1982). «Communist Legislatures and Communist Politics». In:  Nelson, Daniel; White, Stephen. Communist Legislatures in Comparative Perspective. 1. [S.l.]: Palgrave Macmillan. pp. 1–13. ISBN 1349060860
- Rosser, Barkley; Rosser, Marianne (2003). Comparative Economics in a Transforming World Economy. [S.l.]: MIT Press. ISBN 978-0262182348
- Staar, Richard (1988). Communist Regimes in Eastern Europe 4th ed. [S.l.]: Hoover Press. ISBN 9780817976934
- Steele, David Ramsay (setembro de 1999). From Marx to Mises: Post Capitalist Society and the Challenge of Economic Calculation. [S.l.]: Open Court. ISBN 978-0875484495
- Triska, Jan, ed. (1968). Constitution of the Communist-Party States. [S.l.]: Hoover Institution Publications. ISBN 978-0817917012
- Tung, W. L. (2012). The Political Institutions of Modern China 2nd ed. [S.l.]: Springer Science & Business Media. ISBN 9789401034432
- Wilczynski, J. (2008). The Economics of Socialism after World War Two: 1945–1990. [S.l.]: Aldine Transaction. ISBN 9780202362281